# Dorcadion lugubre
Dorcadion lugubre là một loài bọ cánh cứng trong họ Cerambycidae.